# Реканж-сюр-Мес (комуна)
Реканж-сюр-Мес (люксемб. Reckeng op der Mess, фр. Reckange-sur-Mess, нім. Reckingen) — комуна Люксембургу. Входить до складу кантону Еш-сюр-Альзетт в окрузі Люксембург.

## Географія
Площа території комуни становить 20,42 км² (54-е місце за цим показником серед 116 комун Люксембургу).
Найвища точка комуни над рівнем моря — 368 метрів (88-е місце за цим показником серед комун країни), найнижча — 282 метрів (93-є місце).

## Демографія
Станом на 2011 рік на території комуни мешкало 2 098 ос.
Динаміка чисельності населення: